# Ceratobaeus nigrituberculatus
Ceratobaeus nigrituberculatus är en stekelart som beskrevs av Durgadas Mukerjee 1978. Ceratobaeus nigrituberculatus ingår i släktet Ceratobaeus och familjen Scelionidae. Inga underarter finns listade i Catalogue of Life.